# Гузун Олександр Дмитрович
Олександр Дмитрович Гузун (рум. Alexandru Guzun; нар. 29 жовтня 1966, Дреслічень, Кріуленський район, МРСР) — радянський та молдовський футболіст, півзахисник, тренер, функціонер.

## Кар'єра гравця
Вихованець футболу Дреслічень. Цим видом спорту захопився в 10-річному віці в місцевій школі. Перший тренер - Васіле Дабіжа.
З 1989 по 1992 роки грав у «Тигині». У 1992 році в компанії цілої молдавської діаспори (Георгій Харя, Руслан Роїк та Володимир Гайдамащук) грав у вінницькій «Ниві». Потім продовжив кар'єру в командах «Рапід» (Бухарест, Румунія), «Ністру» (Атаки), «Тилигул» (Тирасполь), «Агро» (Кишинів), «Торпедо» (Запоріжжя, Україна), «Дніпро» (Дніпропетровськ, Україна) й «Миколаїв» (Україна).
У європейських клубних турнірах виступав у складі трьох команд - «Ниви», «Рапіда» і «Тілігула».

## Кар'єра у збірній
У збірної Молдови за різними даними провів від 16 до 34 матчів. Єдиний м'яч у футболці збірної забив у ворота Німеччини.
| Голи Олександра Гузуна за збірну | Голи Олександра Гузуна за збірну | Голи Олександра Гузуна за збірну           | Голи Олександра Гузуна за збірну | Голи Олександра Гузуна за збірну | Голи Олександра Гузуна за збірну | Голи Олександра Гузуна за збірну |
| #                                | Дата                             | Стадіон                                    | Суперник                         | Рахунок                          | Результат                        | Змагання                         |
| -------------------------------- | -------------------------------- | ------------------------------------------ | -------------------------------- | -------------------------------- | -------------------------------- | -------------------------------- |
| 1                                | 14 жовтня 1998                   | Республіканський стадіон, Кишинів, Молдова | Німеччина                        | 1–0                              | 1–3                              | кв. Євро 2000                    |

## Кар'єра тренера
Незабаром після завершення кар'єри гравця перейшов на тренерську роботу. З 2001 по 2002 роки тренував команду другого дивізіону «Віктораш» (Суручень). У березні 2002 року був призначений головним тренером молодіжної збірної Молдови. Звільнений у 2003 році.

## Кар'єра функціонера
З 2005 року є агентом ФІФА. У 2009 році брав участь у виборах президента Федерації футболу Молдови. На виборах посів друге місце, поступившись обраному в четвертий раз Павлу Чебану.

## Освіта
Випускник педагогічного інституту ім. Іона Крянге (1991), Молдовського державного університету (2003) і Школи тренерів (2003, Бухарест).

## Сім'я
Одружений. Два сина - Олександру й Думітру.